# Здание коммерческого и навигационного училища в Выборге
Бывшее здание коммерческого и навигационного училища — здание в городе Выборге, построенное для размещения учебных заведений коммерческого и морского профиля и в настоящее время занимаемое Службой Пограничного управления по Санкт-Петербургу и Ленинградской области ПС ФСБ России. Расположено в Центральном микрорайоне, по адресу: Морская набережная, дом 5.

## История
В 1936 году городскими властями Выборга было принято решение о строительстве нового здания, предназначенного для Выборгской навигационной школы (морского училища), основанной в 1868 году, и Выборгского торгового (коммерческого) училища, основанного в 1890 году. Спроектированное архитектором Рагнаром Юпюя, занимавшим должность выборгского городского архитектора, здание заняло участок в непосредственной близости от Выборгского торгового порта, для работы в котором и должны были готовиться специалисты образовательных учреждений. Строительные работы начались в 1937 году и в 1938 году были завершены. Однако финские учебные заведения недолго занимали новое здание по причине Советско-финляндской войны (1939—1940). Когда в результате войны в 1940 году советские войска вошли в Выборг, торговое училище было эвакуировано в Тампере, а морское училище — в Котку. Здание пострадало во время войны, но вскоре было отремонтировано. В ходе Великой Отечественной войны с 1941 по 1944 год его занимала финская военная администрация города, что предопределило его передачу советскому военному ведомству: с 1944 года здание занимают подразделения пограничной службы (администрация 102-го пограничного отряда, бригады пограничных сторожевых кораблей и отдельного контрольно-пропускного пункта «Выборг», с 2007 года объединённых в Службу Пограничного управления ФСБ России по Санкт-Петербургу и Ленинградской области в городе Выборге).

## Архитектура
Поставленное на возвышенности пятиэтажное здание в стиле функционализма с умело найденными пропорциями, замыкающее перспективу обширной городской площади, стало важной деталью в панораме морского фасада Выборга. Специалистами отмечалось, что в отделке главного фасада, в частности, наружной стены вестибюля, заметно тяготение к символике современной (1930-х годов) германской архитектуры, что резко выделяло здание из тогдашней городской застройки.
Слева от входа установлены флагштоки. Торговое и морское направление учебных заведений, для которых было предназначено здание, символизировали соответствующие барельефы работы Юрьё Кюллёнена: изображение Меркурия, покровителя торговли, при входе на главном фасаде на уровне первого этажа и контур корабля на торцевой стороне дома под крышей. Профиль Меркурия был утрачен в советское время, так как из-за стилистического исполнения вызывал ассоциации с нацистской идеологией и символикой, запрещённой решениями Нюрнбергского трибунала (аналогично с фасада приходского дома лютеранского собора были устранены изображения свастики).
В 2015 году в честь 75-летнего юбилея со дня образования 102-го Выборгского Краснознамённого погранотряда имени Кирова у входа в здание неподалёку от стены, на которой размещался профиль Меркурия, установлен памятник «Пограничникам Выборгских рубежей», представляющий собой бронзовую фигуру пограничника у пограничного столба на невысоком постаменте из карельского гранита. Памятник размещён на площадке, к которой ведёт боковая лестница.

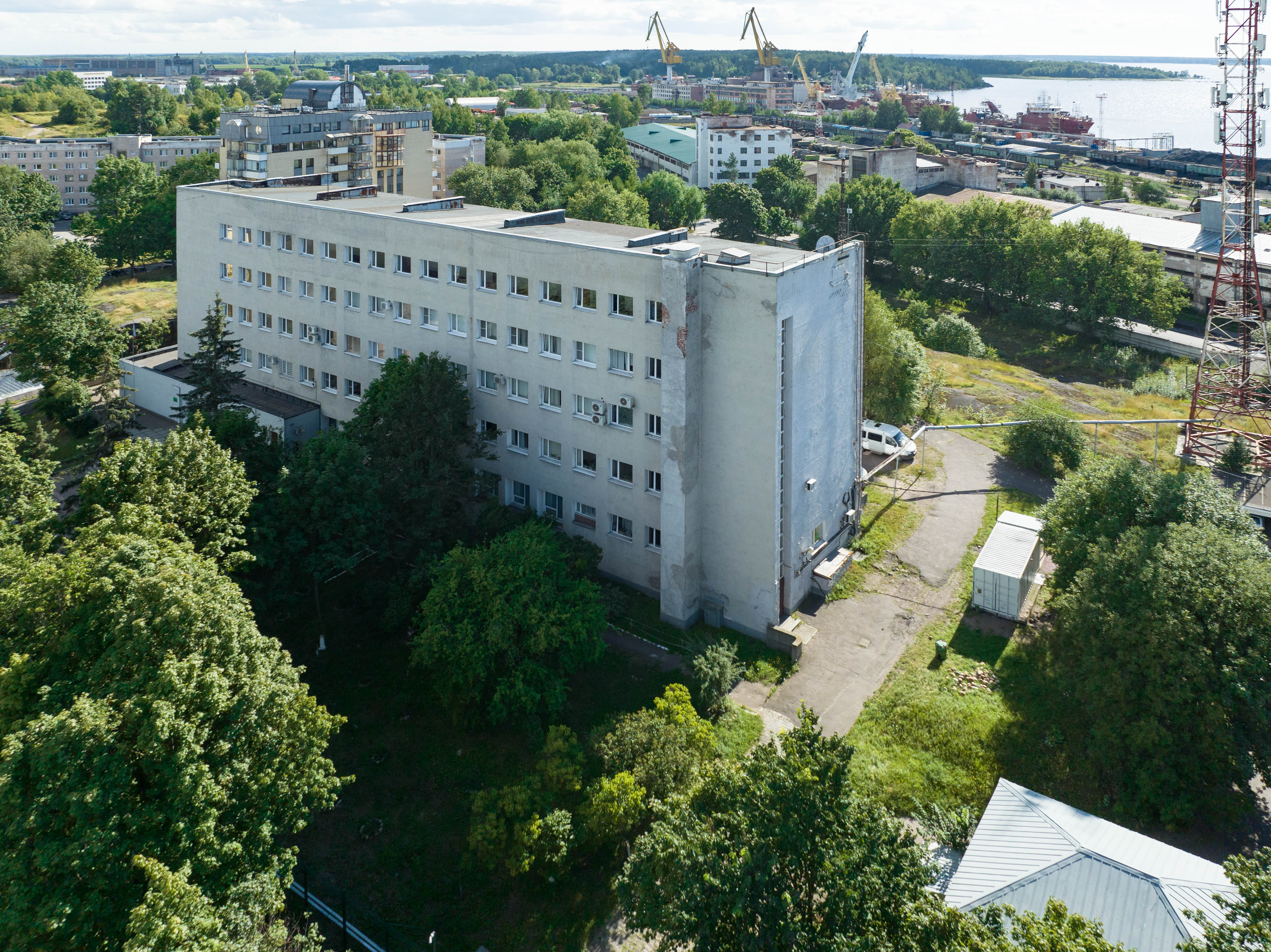
Фасад в 2022 году
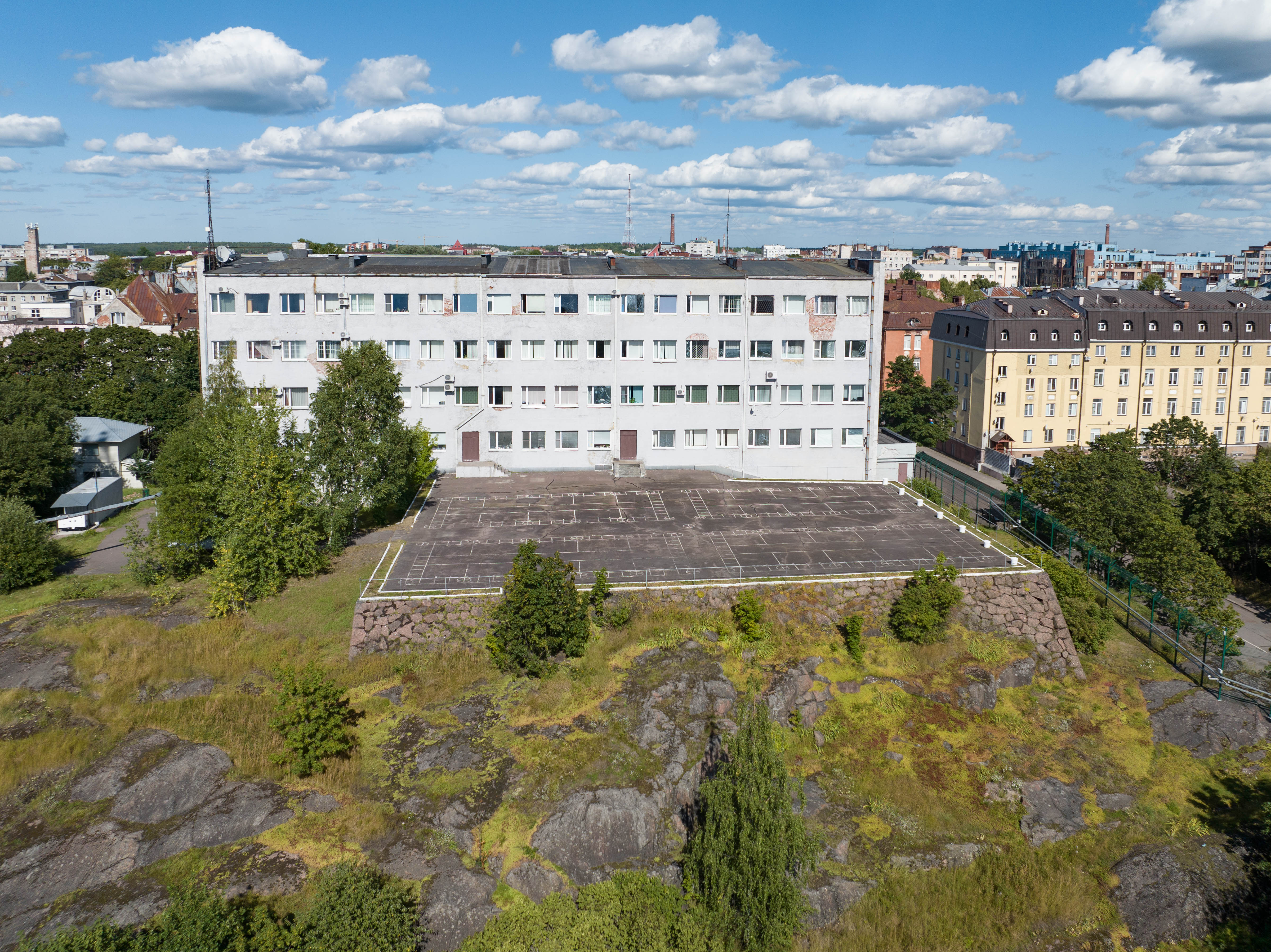
Вид со двора в 2022 году
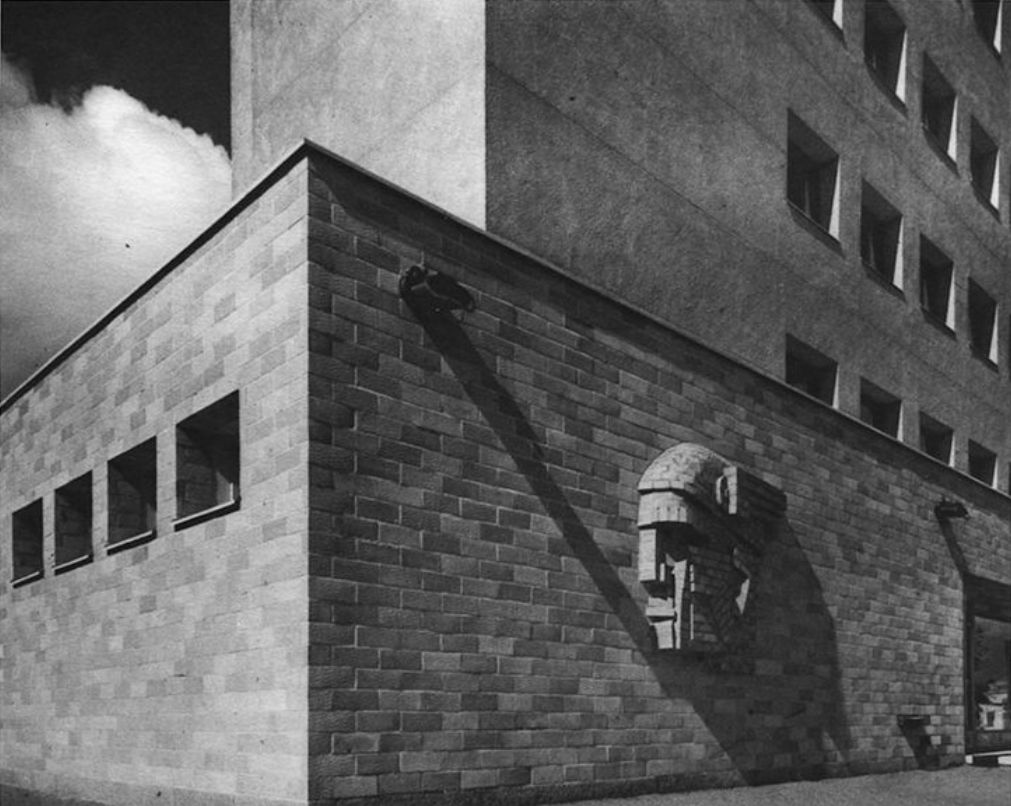
Утраченный барельеф
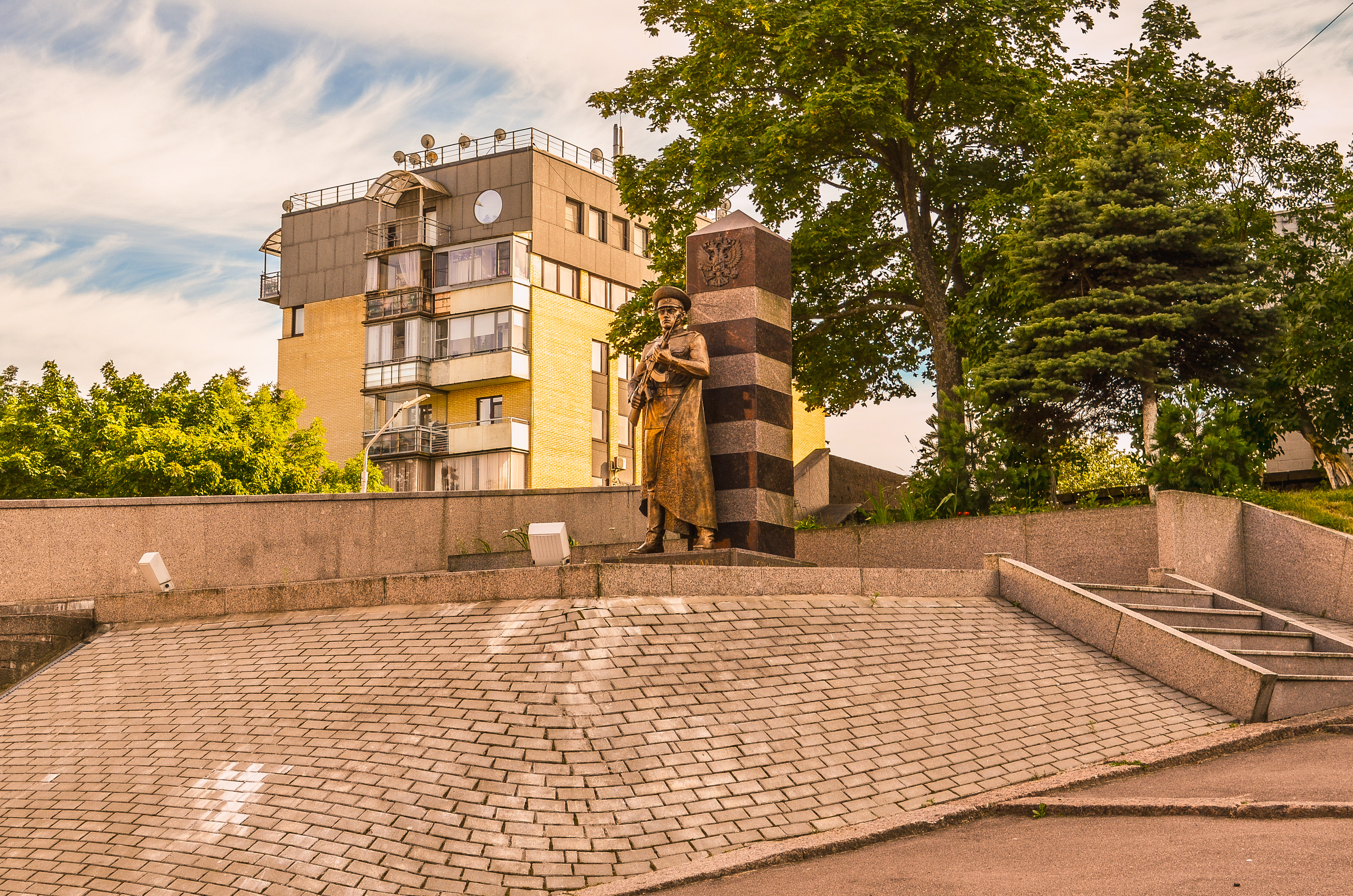
Памятник пограничникам